# هانز سلون

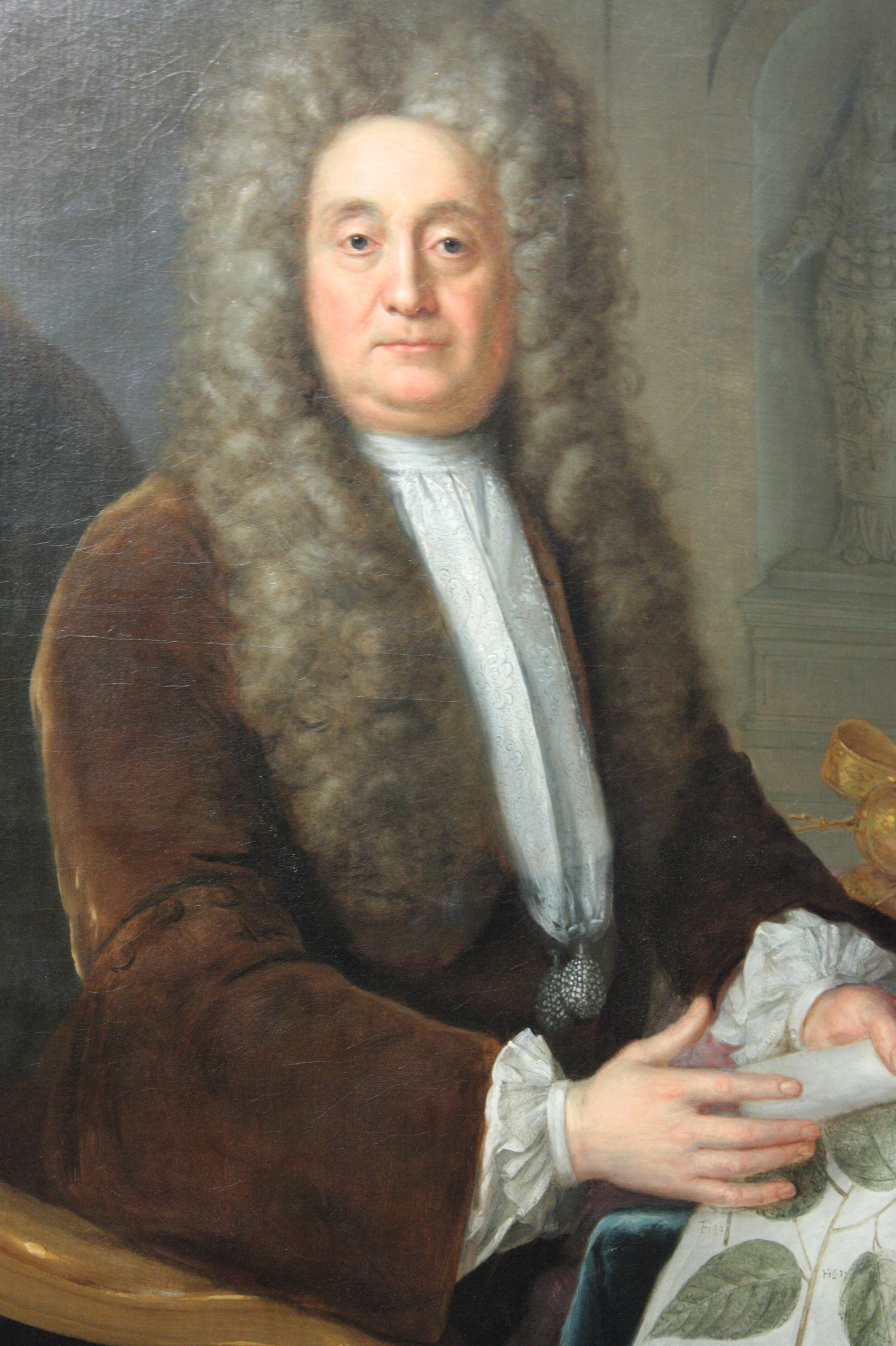
لوحة للسير هانز سلون عام 1736، بمعرض الصور الوطني، لندن

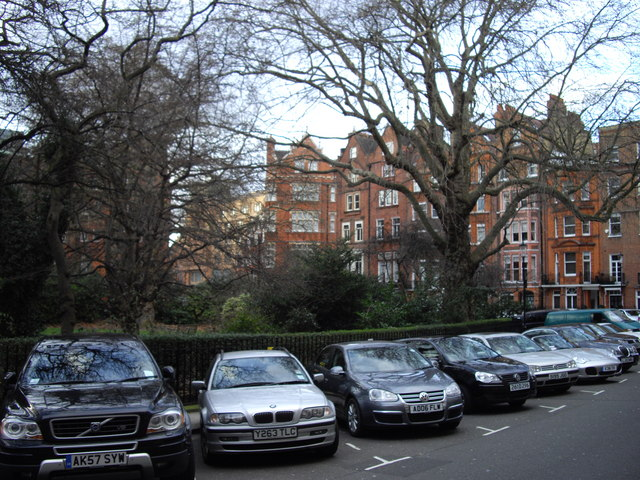
سيارات أمام قصر هانز في عام(2009)

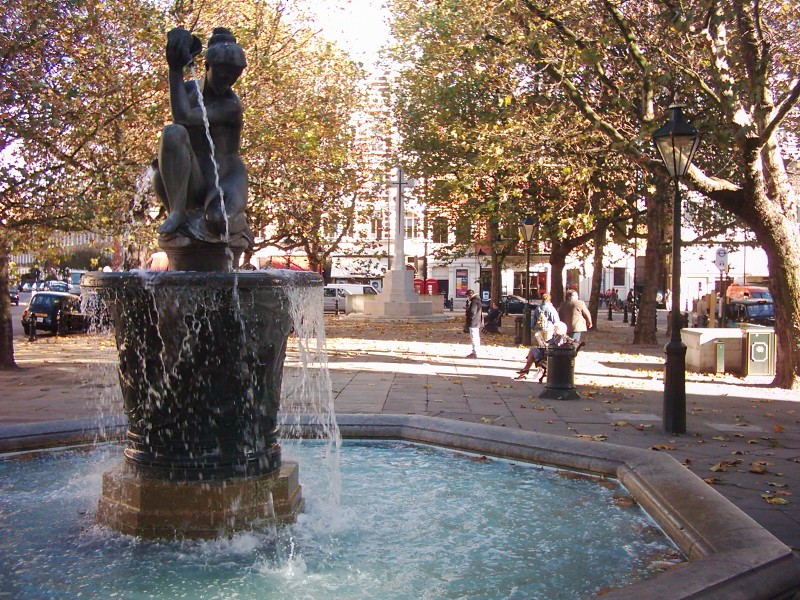
نافورة في ميدان سلون.

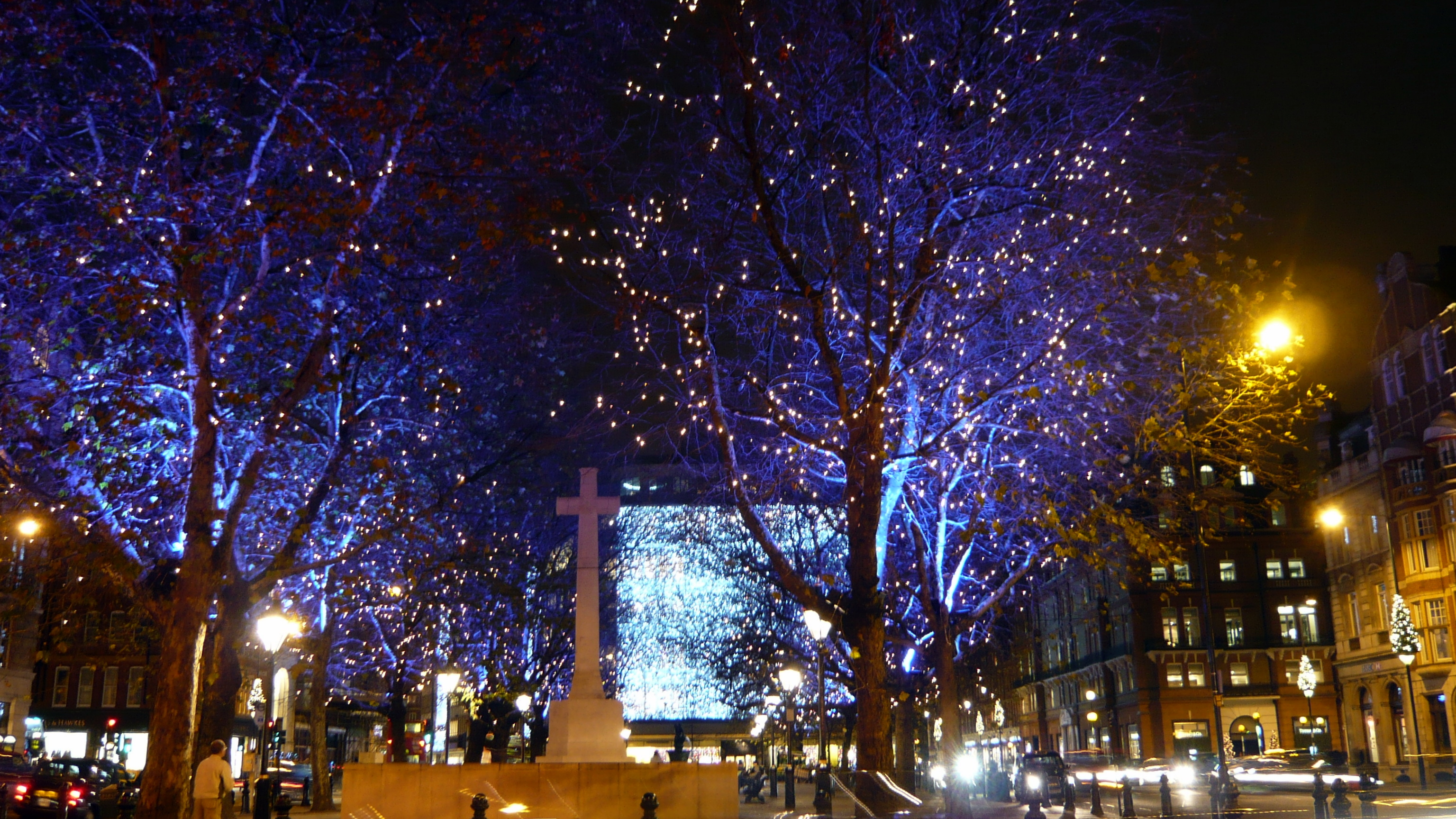
أضواء عيد الميلاد في ميدان سلون.

السير هانز سلون، (16 أبريل 1660 – 11 يناير 1753) (بالإنجليزية: Sir Hans Sloane)‏، البارون الأول، طبيب إنجليزي إيرلندي المولد، عالم أحياء وجامع تحف، أوصى قبل وفاته بأن تذهب التحف إلى العامه فكانت نواة المتحف البريطاني. تم تكريمه بتسميه العديد من الشوارع والأماكن باسمه مثل قصر هانز، ميدان هانز في لندن، وميدان هانز سلون في مسقط رأسه كيليلا.
شغل سلون منصب أمين الجمعية الملكية سنة 1693، ثم خلف السير إسحاق نيوتن في رئاسة الجمعية سنة 1727، وظل في ذلك المنصب حتى عام 1741، وتقاعد منه وهو في الثمانين من عمره.

## النشأة
ولد سلون في 16 أبريل عام 1660 في كيليلا في مقاطعة داون، في مستعمرة بروتستانتية في أولستر شمال أيرلندا. كان هانز هو الأبن السابع لألكسندر سلون (توفى عام 1666)، الموظف عند جيمس هاملتون، الفيكونت الثاني والايرل الأول لكلانبراسيل. هاجرت أسرة سلون من ايرشاير في أسكتلندا، واستقرت في شمال ايرلندا تحت ولاية جيمس الأول ملك إنجلترا. توفى والده وهو في عمر الست سنوات.
في شبابه، كان سلون شغوفا بتجميع كائنات التاريخ الطبيعي والحفريات. الأمر الذي جعله يدرس الطب في لندن، ويتخصص في دراسة علم النبات، الجراحة والصيدلة. هوايته في التجميع جعلته كفؤا ليعمل لدى جون ري وروبرت بويل. قضى سلون أربع سنوات في لندن ثم سافر إلى فرنسا، ليقضي بعض الوقت في باريس ومونبلييه، وأكمل دراسته في جامعة أورانج ناسو حيث حصل على درجة الدكتوراة في عام 1683. ثم عاد إلى لندن بمجموعة كبيرة من النباتات والعديد من الحفريات، وأرسلها إلى جون ري ليصنفهم في كتابه تاريخ النباتات.

## السفر إلى جامايكا

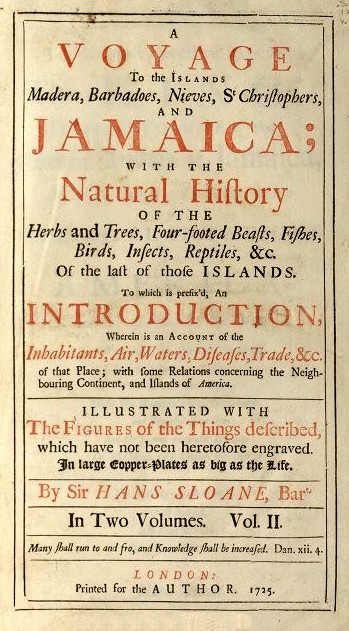
الغلاف الخارجي من كتاب السفر إلى جامايكا لسلون، عام 1725

تم انتخاب سلون لزمالة الجمعية الملكية في عام 1685. في نفس الوقت الذي حصل فيها على إشعار من توماس سيدنهام، الذي قدم له إرشادات هامه في ذلك المجال. في عام 1687، أصبح زميلا في كلية الأطباء، في نفس العام ذهب سلون إلى جامايكا كمساعد فيزيائي للحكومة الجديدة لجامايكا، الدوق الثاني لألبيمارل. في تلك الفترة ظهرت جامايكا كمصدر كبير للأرباح الهائلة للتجار البريطانيين المستغلين العبيد الأفارقة والعمل القسري في زراعة السكر والمحاصيل الأخرى.
لم تستمر زيارة سالون في جامايكا غير خمسة عشر شهرا فقط، بسبب وفاة ألبيمارل في العام التالي من زيارته. في تلك الفترة أشار سلون إلى أكثر من 800 نوع جديد من النباتات، وسجلها باللاتينية في عام 1696، كتب سلون عن زيارته لاحقا في مجلدين (1707 – 1725).
أصبح سلون أمين في الجمعية الملكية في عام 1693، وحرر المعاملات الفلسفية للجمعية الملكية التي استمرت لحوالي عشرين عاما.
تزوج سلون إليزابيث لانغلي روز، أرملة فولك روز من جامايكا، وابنه عضو البلدية جون لانغلي. أنجب سلون ثلاث بنات وهم ماري، سارة وإليزابيث وولد وحيد يدعى هانز. تزوجت سارة من جورج ستانلي من مدينة بولتون، وتزوجت إليزابيث تشارلز كادوجان، البارون الثاني المستقبلي لكادوجان.
كون سلون ثروة لا بأس بها من إيراداته الطبية وإستثماراته الملكية، بالإضافة إلى مزرعة السكر التي كانت تمتلكها ابنته إليزابيث والتي كان يعمل بها عبيد أفارقة والموجودة في منطقة تعرف باسم "ستة عشر ميلا سيرا على الأقدام ضمن ممتلكات العائلة في لندن.
رأي سلون الكاكاو للمرة الأولى في جامايكا، حيث يشربه السكان المحليين مخلوطا بالماء، الأمر الذي وصفه سلون فيما بعد بالأمر المثير للإشمئزاز. كانت توجد العديد من الوصفات كخلط الشيكولاتة مع التوابل، البيض، الحليب في القرن السابع عشر. بعد عودته من جامايكا، إقترح سلون وصفته الخاصة في خلط الشيكولاتة مع الحليب، ولكنه لم يكن أول من اقترح هذا الأمر.
في منتصف القرن الثامن عشر. أدعى نيكولاس ساندرز بأنه يبيع وصفة سالون كإكسير طبي، في ذلك الوقت كون سلون علامته التجارية الأولى وهي الشيكولاتة بالحليب للسير هانز سلون. وبحلول القرن التاسع عشر، بدأت شركة «الأخوة كادبوري» ببيع مشروب الشيكولاتة.

## العمل كطبيب

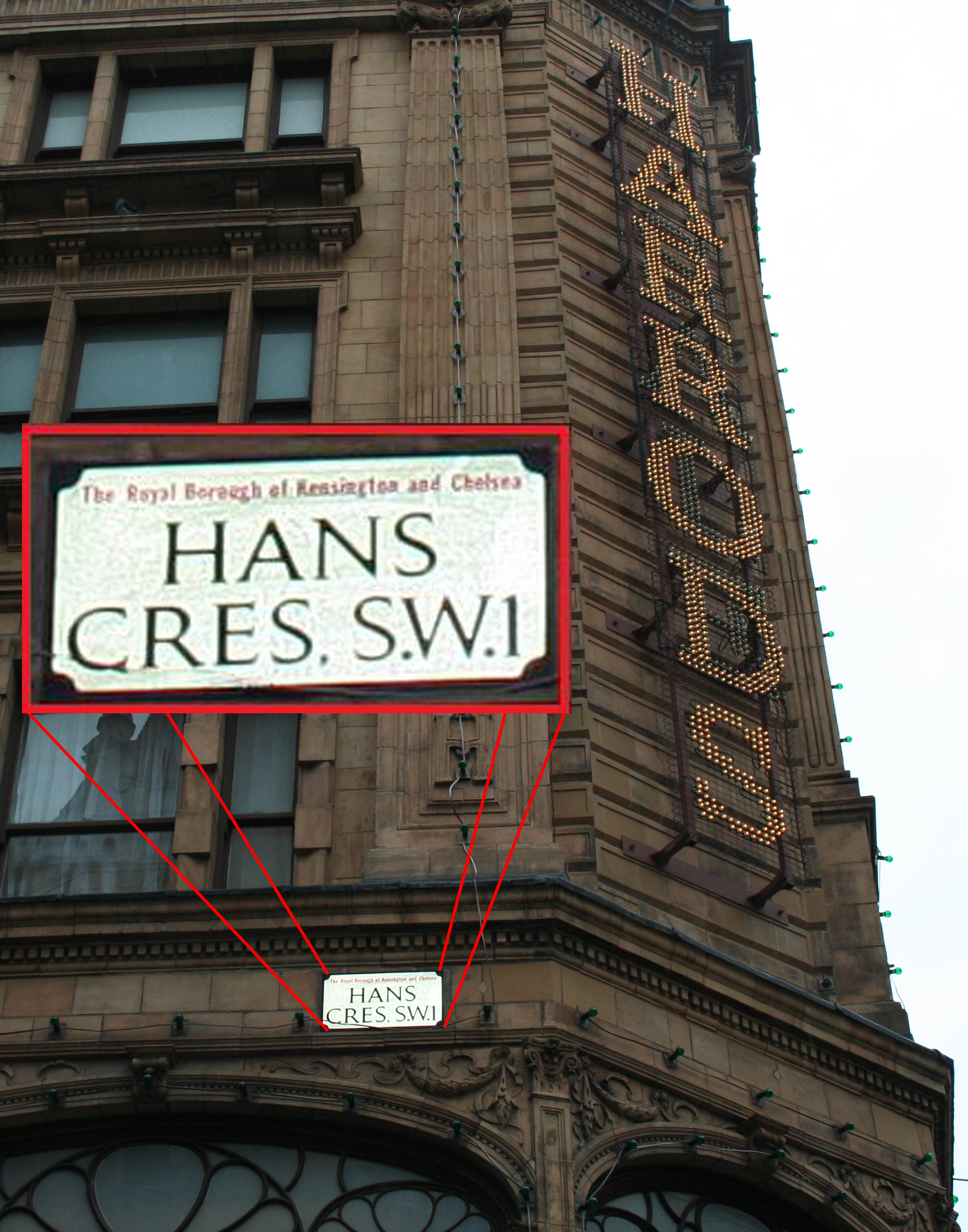
علامة شارع هانز أعلى متجر هارودز

كان عمله كطبيب بين الطبقات العليا عصري ومربح جدا. قام سلون بخدمه ثلاثة ملوك متتاليين وهم الملكة آن، جورج الأول، جورج الثاني. في إحدي كتيباته المعنية بالبيع إلى وليام كوكبرن لوصفته السرية لعلاج الزحار (الإسهال) وأمور أخرى، تم اعتبار هذه الورقة كدفاع له من عدم كون سلون غير كفء لهذه المهنة وكدليل على أنه لا يزدري هذه المهنة، يرجع أصل هذا الاتهام إلى أن وثيقته الطبية الوحيدة له بعنوان (Account of a Medicine for Soreness, Weakness and other Distempers of the Eyes) المنشورة في لندن عام 1745، لم تنشر إلا عندما كان يبلغ من العمر خمسة وثمانين عاما ومتقاعد من العمل.
في عام 1716، حصل سلون على لقب بارون، ليكون أول طبيب ممارس ينال لقب ملكي. في عام 1719 أصبح رئيسا للكلية الملكية للفيزيائيين، المنصب الذي استمر لين لحوالي ست عشر عاما. في عام 1722 عين كطبيب عام في الجيش، وفي عام 1727 أصبح سلون الطبيب الأول للملك جورج الثاني. وفي العام نفسه استقال السير إسحاق نيوتن من رئاسة الجمعية الملكية، وخلفه سلون وظل في ذلك المنصب حتى عام 1741، وتقاعد في عمر الثمانين. ليصبح مدير مستشفي خيرية في لندن، وتعتبر أول مؤسسة في المملكة تهتم برعاية الأطفال اللقطاء.

## المتحف البريطاني والحديقة الفيزيائية تشيلسي

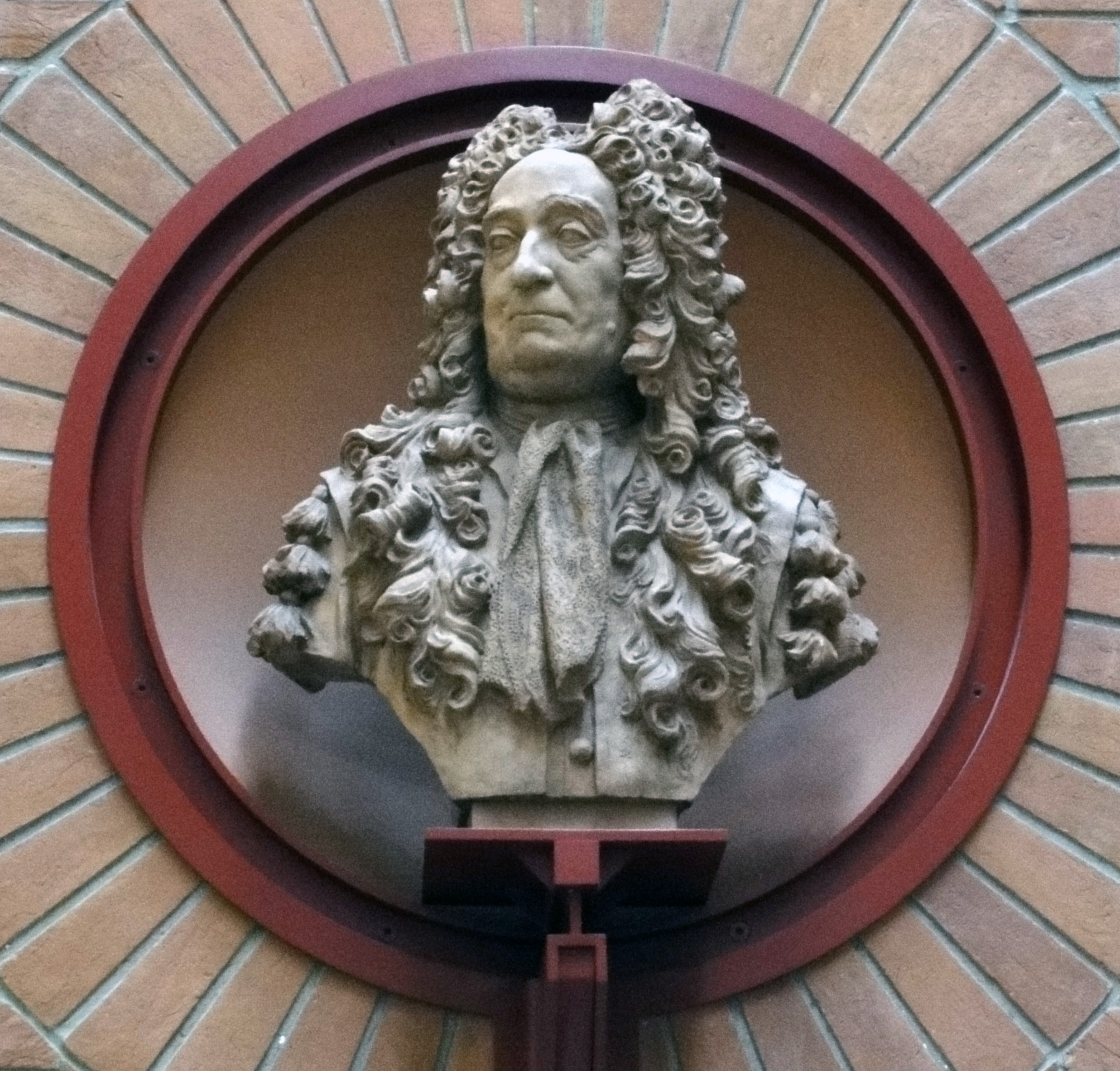
تمثال لهانز سلون في البهو الرئيسي للمكتبة البريطانية

ترجع شهره سلون إلى استثماراته الحكيمة أكثر من ما ساهم به في العلوم الطبيعية أو حتى. في حياته المهنية. فشراءه لحديقة تشيلسي العامة في لندن في عام 1712، وفرت مكانا مناسبا لإنشاء حديقة تشيلسي للفيزيائيين. بينما أكبر أعماله كجامع كان في عام 1701 (بالطلب، لدفع ديون عليه) مجلس وزراء وليام كورتن، والذي كون بسببه ثروته.
عندما تقاعد سلون في عام 1741، إزدادت مكتبته ومجموعته التي أخذها معه من بلومزبري إلى منزله في تشيلسي بشكل كبير، ضم فيها العديد من المجموعات القيمة والنادرة. أضاف إليها مجموعة التاريخ الطبيعي الخاصة بوليام كورتن، الكاردينال فيليبو أنطونيو جوالتيريو، جيمس بتفير، نيهاما جرو، ليونارد بلوكينيت، دوقة بوفورت، القس آدم بادل، بول هرمان، فرانز كيجلير، وهيرمان بوراف.
قبل وفاته في 11 يناير 1753، أوصى سلون بأن تذهب الكتب، المخطوطات، المطبوعات، الرسومات، النباتات والحيوانات، الميداليات، العملات، الأختام، المنقوشات وباقي مجموعته إلى الأمة، بشرط أن يدفع البرلمان للورثة 20,000 جنية أسترليني، وهو مبلغ أقل بكثير من قيمة مجموعته. قبلت الوصية بشروطها وتم تنفيذها في نفس العام. لتنضم مجموعته إلى مجموعة الملك جورج الثاني في متحف بلومزبري على غرار المتحف البريطاني في عام 1759. تم أخذ أغلبية مجموعته لتصبح بعد ذلك الأساس لمتحف التاريخ الطبيعي.
كما أعطى حديقة تشيلسي الفيزيائية لشركة صيدلة، والتي كانوا يستأجرونها منذ عام 1673.

## الوفاة

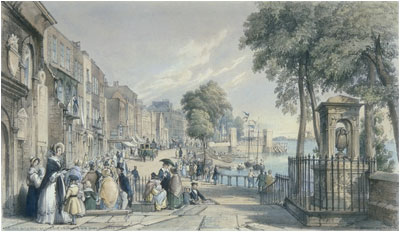
مقبرة هانز سلون في كنيسة تشيلسي القديمة

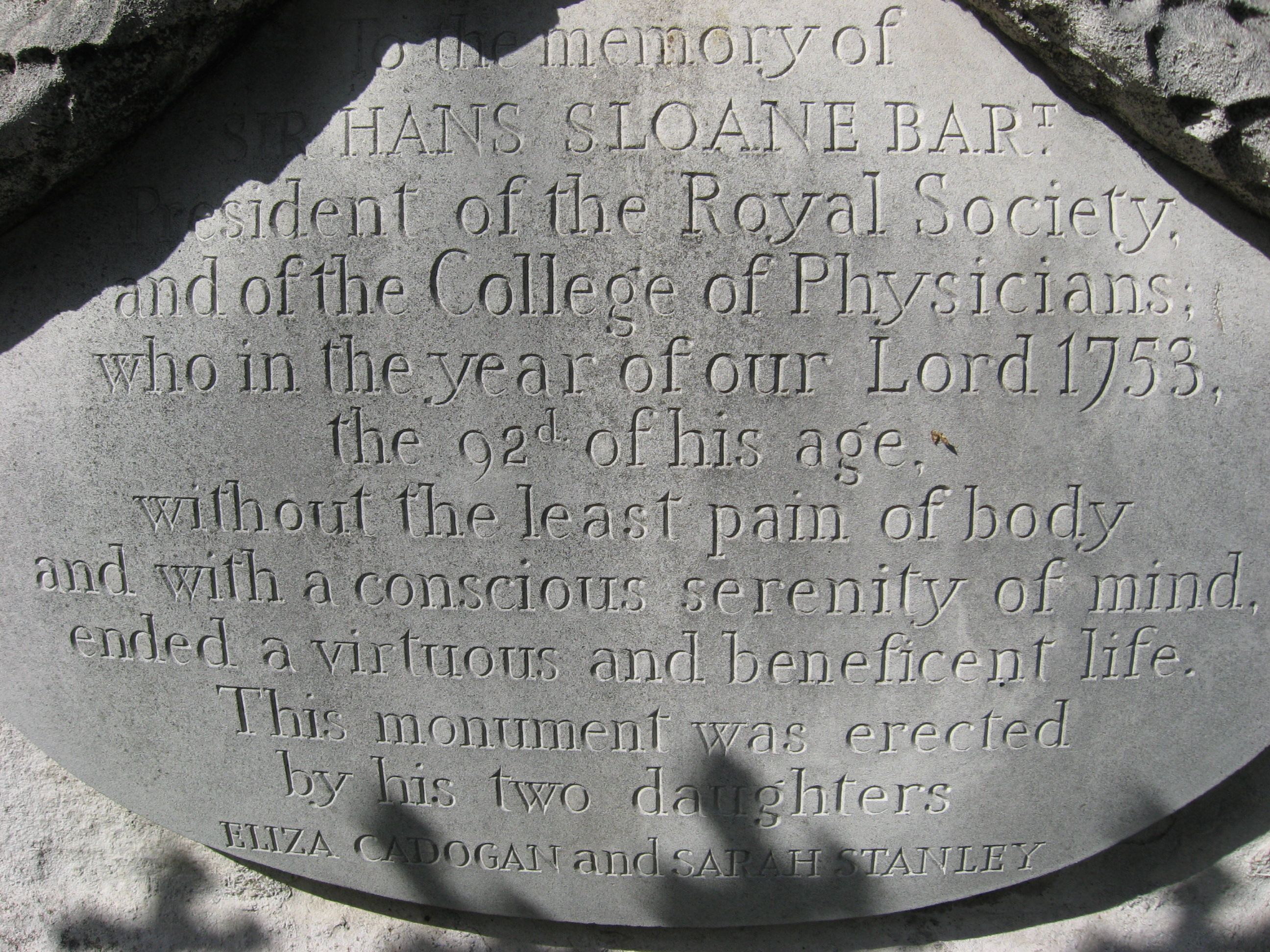
النقش التذكاري على قبر سلون

دفن هانز سلون في يوم 18 يناير عام 1753 في كنيسة تشيلسي القديمة، مع نصب تذكاري كتب عليه:
"في ذكري وفاة هانز سلون، بارون، رئيس الجمعية الملكية وكلية الأطباء. توفي عام 1753 عن عمر يناهز 92 عاما، بدون أمراض وبصحة عقليه تامة. تم إنشاء هذا النصب من قبل إبنتيه إليزابيث كادوجان وسارة ستانلي"

## الأرث
دفن سلون في نفس القبر الذي دفنت فيه زوجته إليزابيث عام 1724. تم إطلاق اسمه على العديد من الشوارع والمنشأت مثل شارع سلون، ميدان سلون وحدائق سلزن في حي كينسينجتون الملكي، كما سميت حدائق تشيلسي على اسمه. كما سميت شوارع باسمه الأول كشارع هانز، ميدان هانز، قصر هانز وطريق هانز.
سمى كال لينيوس نبات جنس سلوانيا على اسمه.

## وصلات خارجية
- هانز سلون على موقع الموسوعة البريطانية (الإنجليزية)
- هانز سلون على موقع إن إن دي بي (الإنجليزية)
- About Hans Sloane, Natural History Museum, London
- "Index to the Sloane manuscripts in the British Museum", in the British Museum in various formats, at Archive.org
- A Voyage… on Botanicus
- Catalogus Plantarum...on Botanicus
- The Sloane Printed Books Catalogue
- Sloane Correspondence Online
- Sloane Letters Blog
- "Voyage to the Islands: Hans Sloane, Slavery and Scientific Travel in the Caribbean", John Carter Brown Library online exhibition